# Kleine zonnedauw
Kleine zonnedauw (Drosera intermedia) is een overblijvende, vleesetende plant uit de zonnedauwfamilie (Droseraceae). De soort staat op de  Nederlandse Rode Lijst van planten als algemeen voorkomend maar sterk afgenomen. In Nederland is de plant vanaf 1 januari 2017 niet meer wettelijk beschermd. De plant komt van nature op het noordelijk halfrond voor in Europa en het oosten van Noord-Amerika.

## Beschrijving

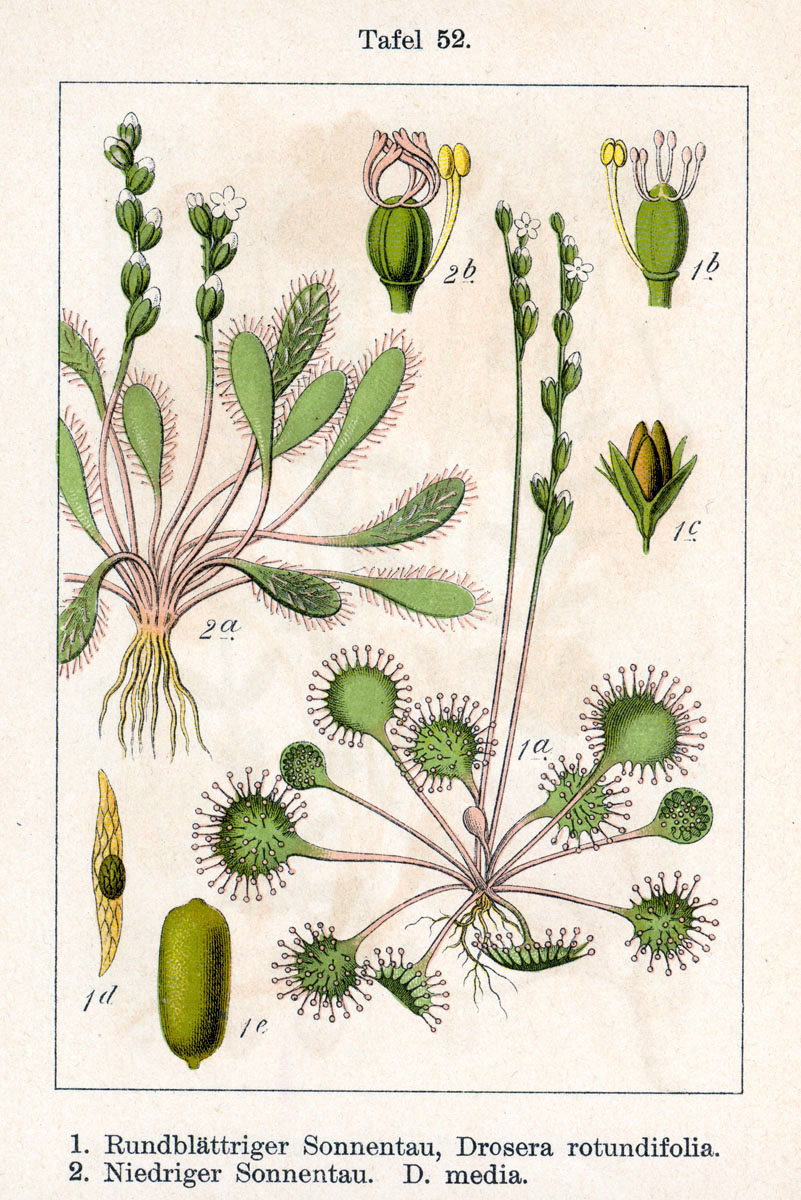
Botanische illustratie

De plant wordt 2-10 cm hoog en vormt een bladrozet. De langgesteelde bladeren zijn opstaand en omgekeerd eirond. Op de bladeren zitten talrijke, kleverige, klierweefsel bevattende, haardunne tentakels. Hiermee vangt de plant kleine insecten, zoals soorten uit de familie Simuliidae. Het blad rolt om het insect heen en scheidt verteringsenzymen uit. De hierbij vrijkomende voedingsstoffen (onder meer stikstof) wordt door de plant opgenomen.

## Voortplanting

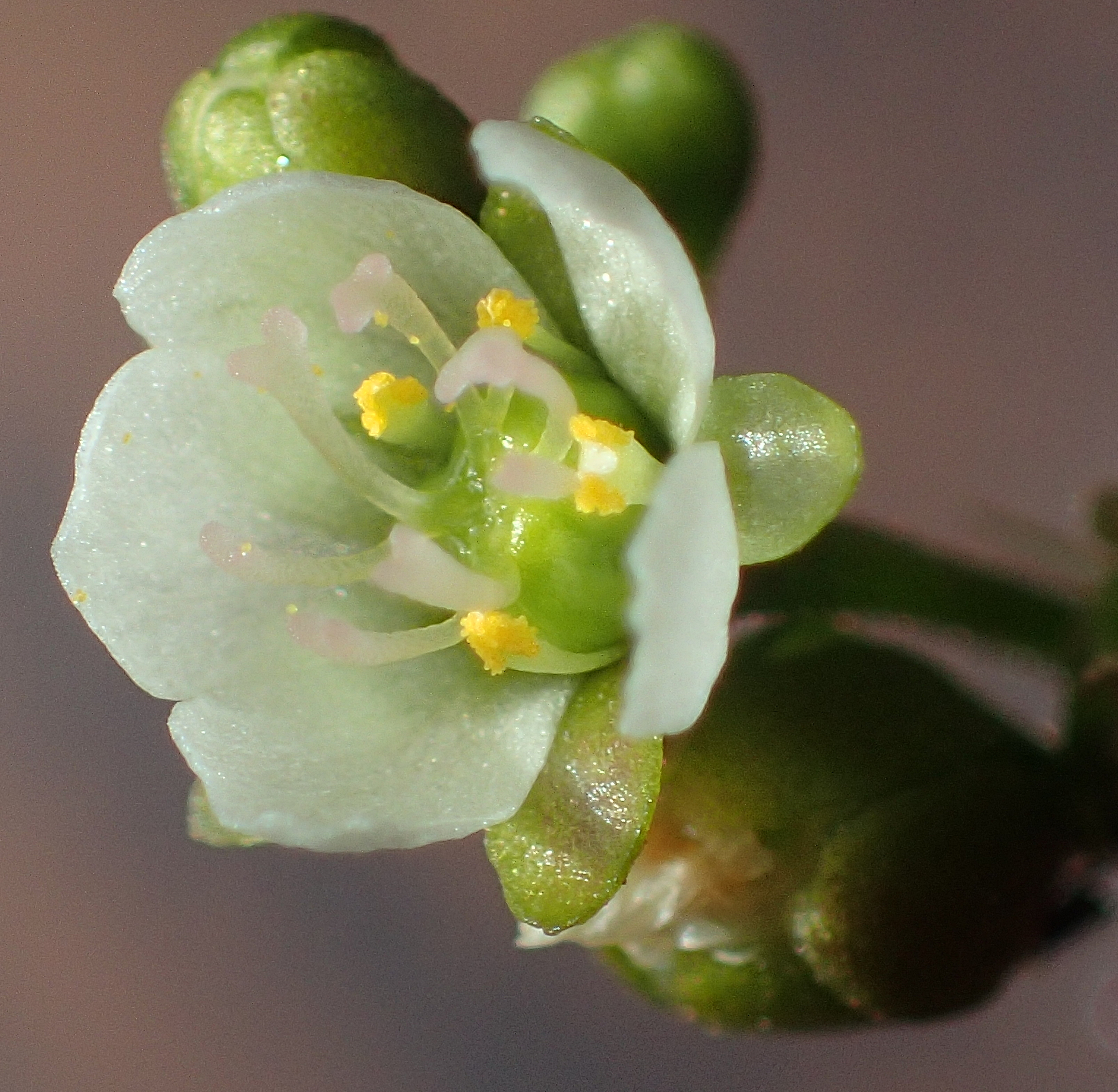
Bloem

De plant loopt in het voorjaar uit en bloeit in juli en augustus met drie tot acht witte bloemen. De bloeiwijze is een schicht. De plant is zowel een zelfbestuiver als een kruisbestuiver. De doosvrucht is gegroefd en bevat zeer veel, kleine zaadjes. In de vroege herfst gaat de plant in winterrust.

## Ecologie
Kleine zonnedauw komt voor op oligotrofe, natte, zure heidevelden en veengrond.

### Syntaxonomie
Kleine zonnedauw geldt als zwakke transgrediërende kensoort voor de klasse van hoogveenbulten en natte heiden tot in de associatie van moeraswolfsklauw en snavelbies.